# Maxus V80
Maxus V80 (з 2004 по 2009 роки LDV Maxus)  - сімейство легких розвізних передньопривідних автомобілів категорії LCV2 (повною масою 2,8-3,5 т), які виготовлялися англійською фірмою LDV Group Limited (Leyland-DAF Vans), а з 2011 року виробляються Maxus. 

## Опис

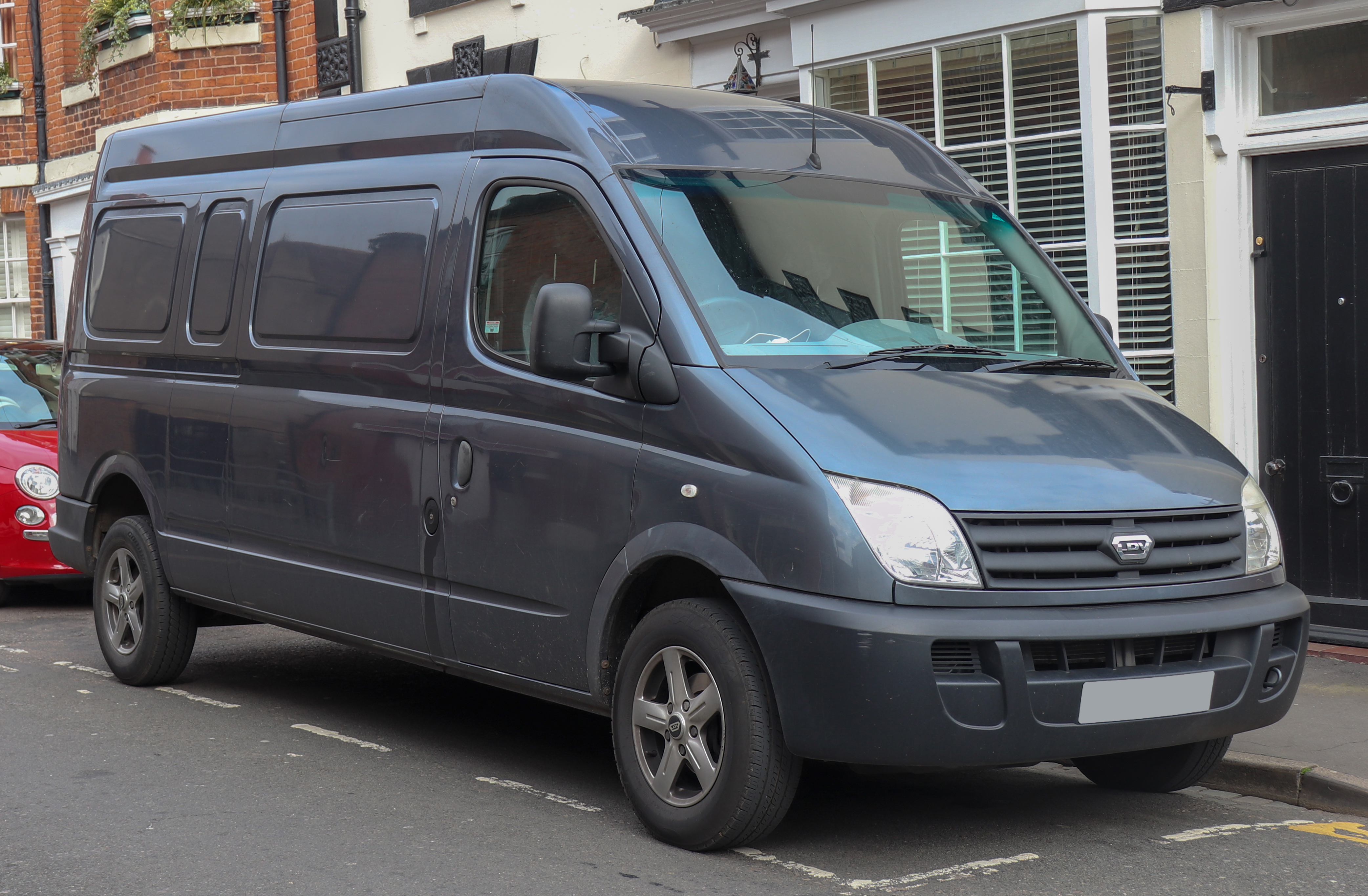
LDV Maxus 3.2t 120 LWB

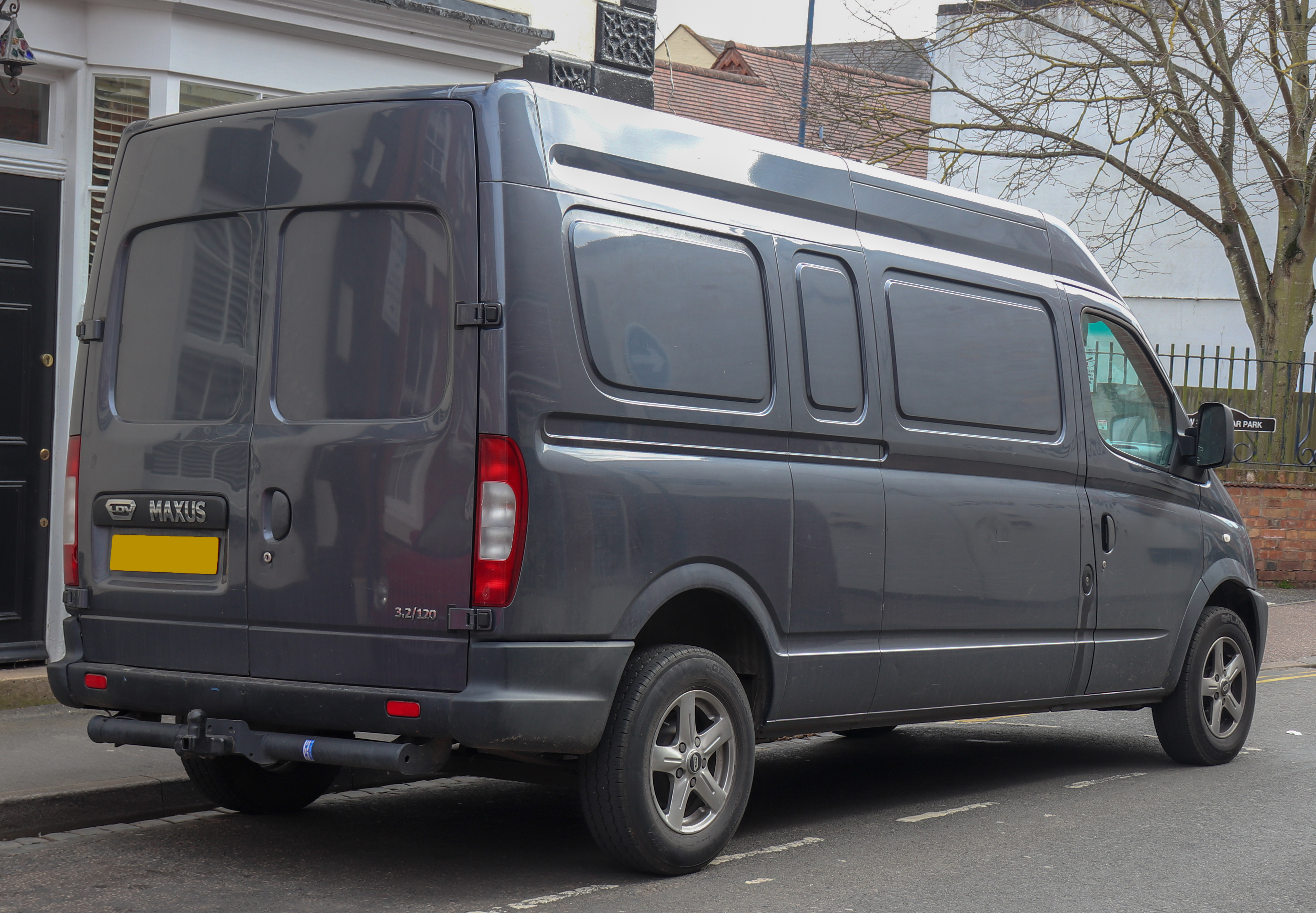
LDV Maxus 3.2t 120 LWB

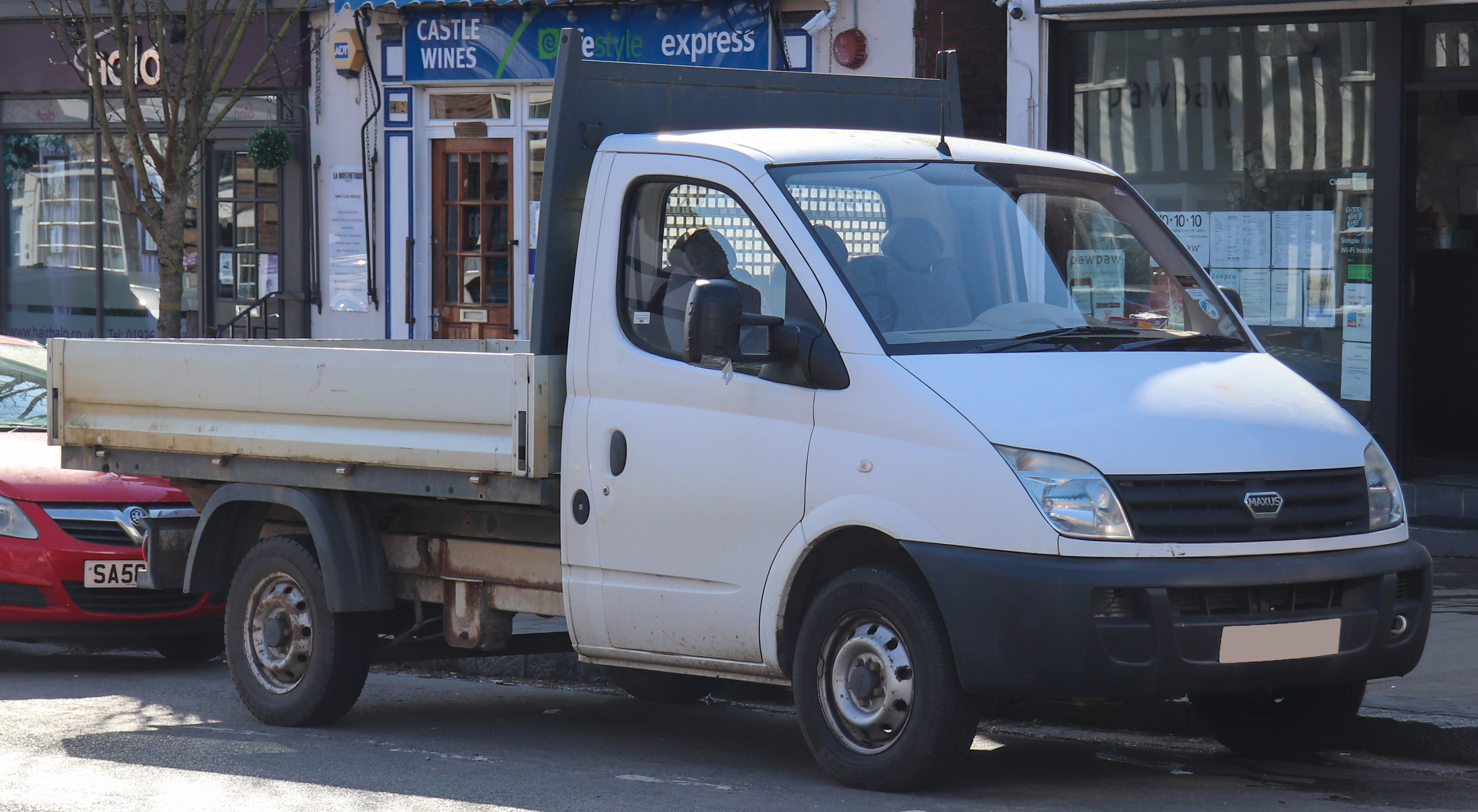
LDV Maxus 2.8t 95 SWB

Сімейство Maxus пропонувалося в трьох «вагових категоріях» - 2,8; 3,2 і 3,5 т з короткою (3,1 м) і подовженою (3,85 м) варіантами колісної бази. Вантажопідйомність становила від 917 до 1616 кг. Максимальна внутрішня довжина вантажного відсіку - 3,36 м, внутрішня ширина - 1,77 м, внутрішня висота - 1,93 м. З 2006 року випускалися також вантажівки і шасі Maxus з окремими трьох- і шестимісний кабінами, бортовими платформами і кузовами типу фургон -Бокс. Вантажний відсік забезпечений протиковзким і легкомоющимся матеріалом і забезпечений петлями під кріплення вантажу. Відстань між задніми арками в 1,39 м було розраховане на розміщення європіддонів. Задні двері - з двома орними на 100 ° стулками. Крім базових версій фургонів в сімейство Maxus входили спеціалізовані і спеціальні версії, включаючи рефрижераторний фургон і реанімобіль. Тримісний кабіна відповідала сучасним вимогам по ергономіці. У базовий список оснащення включалися кондиціонер і аудіосистема з CD-плеєром. Гальмівна система оснащувалася АБС і EBD виробництва Bosch.
В кінці 2007 року продуктова лінійка сімейства Maxus складалася з 87 модифікацій, причому 51 модифікація була оновлена.

## Маxus V80
Випускається з літа 2011 року, китайський V80, що продається під новою маркою Maxus, доступний у трьох версіях: стандартній, логістичній та люкс. Мікроавтобус доступний від 7 до 16 місць у двох комплектаціях. Залишається вибір між двома колісними базами з двома різними версіями 2,5-літрового дизельного двигуна потужністю 88 або 100 кВт. 

Вибір кольорів включає кришталевий фіолетовий, оливково-коричневий і сріблястий сяйво для варіантів люкс,  білий, сріблястий сяйво і сірий лава для стандартних і варіант логістики лише з білим.  Maxus V80 експортується в англомовні країни під брендом LDV. Австралія та Нова Зеландія першими отримали експорт у 2012 році. У 2013 році Maxus V80 було експортовано до Таїланду, у травні 2014 року до Колумбії, у травні 2015 року до Ірландії  та у 2016 році до Сполученого Королівства.

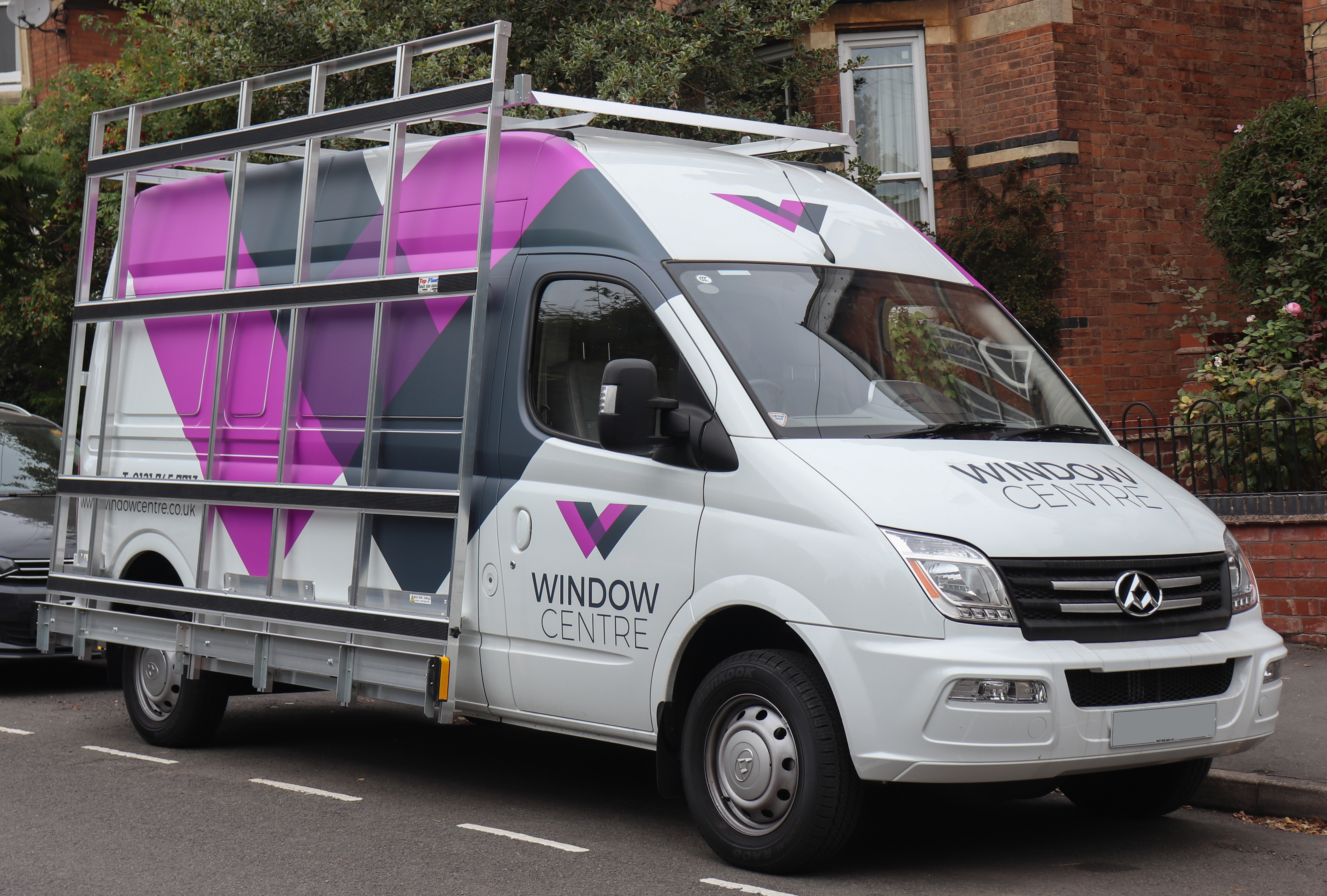
Maxus/LDV V80 2.5
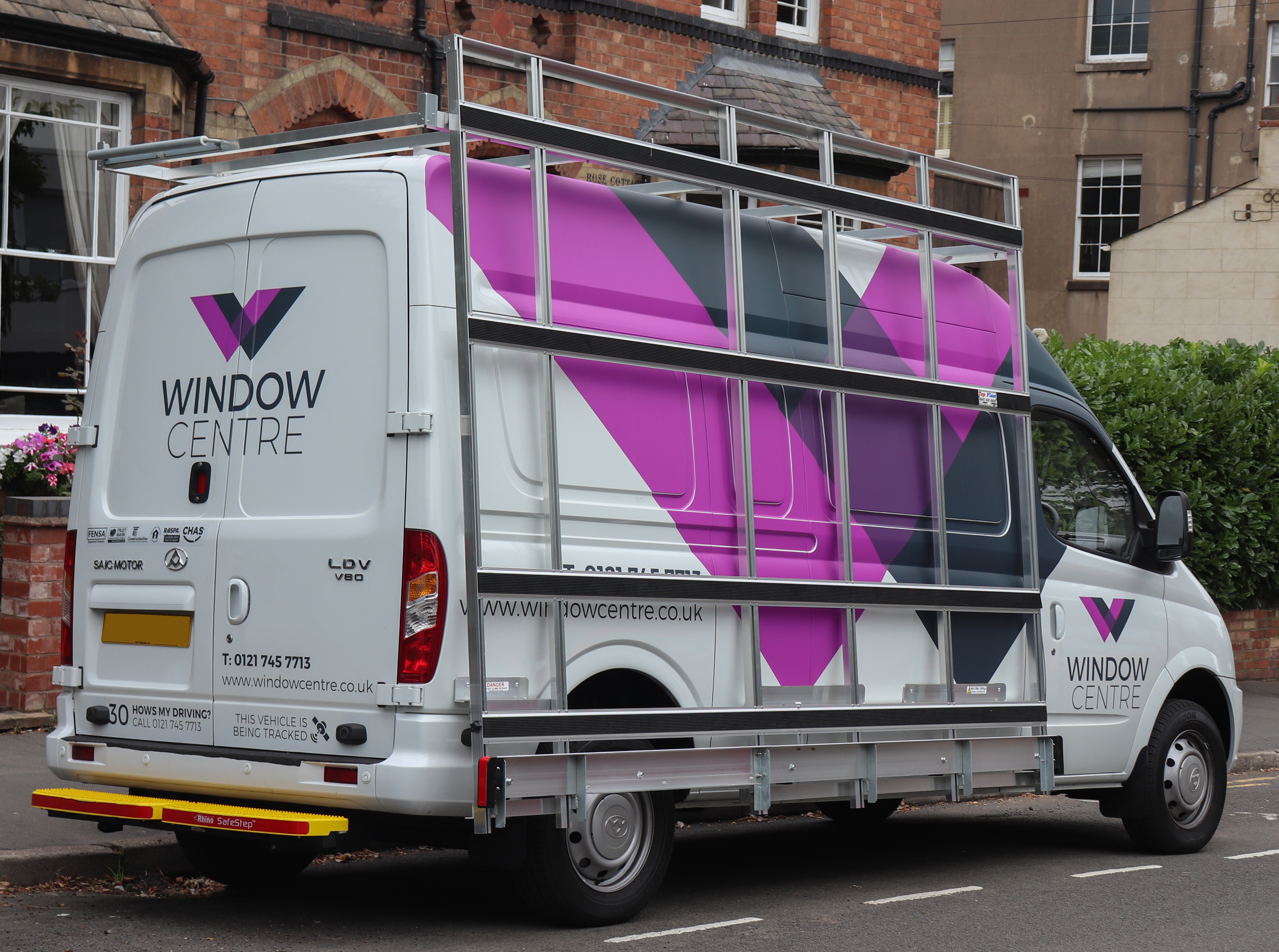
Maxus/LDV V80 2.5
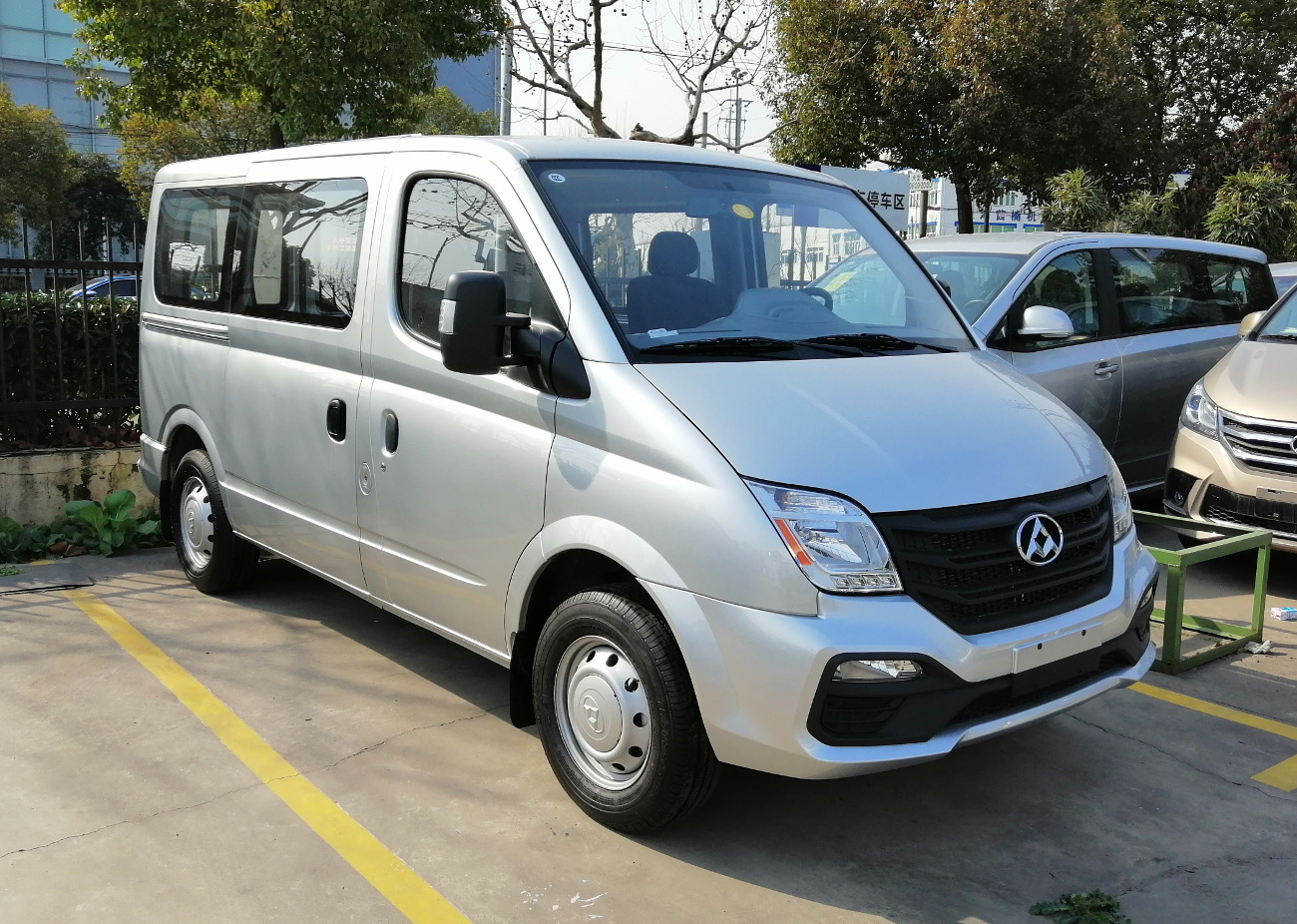
Maxus V80 (рестайлінг)

У листопаді 2023 року Maxus V80 отримав масове оновлення для 2024 модельного року на китайському внутрішньому ринку. Рестайлінг V80 був названий Maxus Xintu V80. 

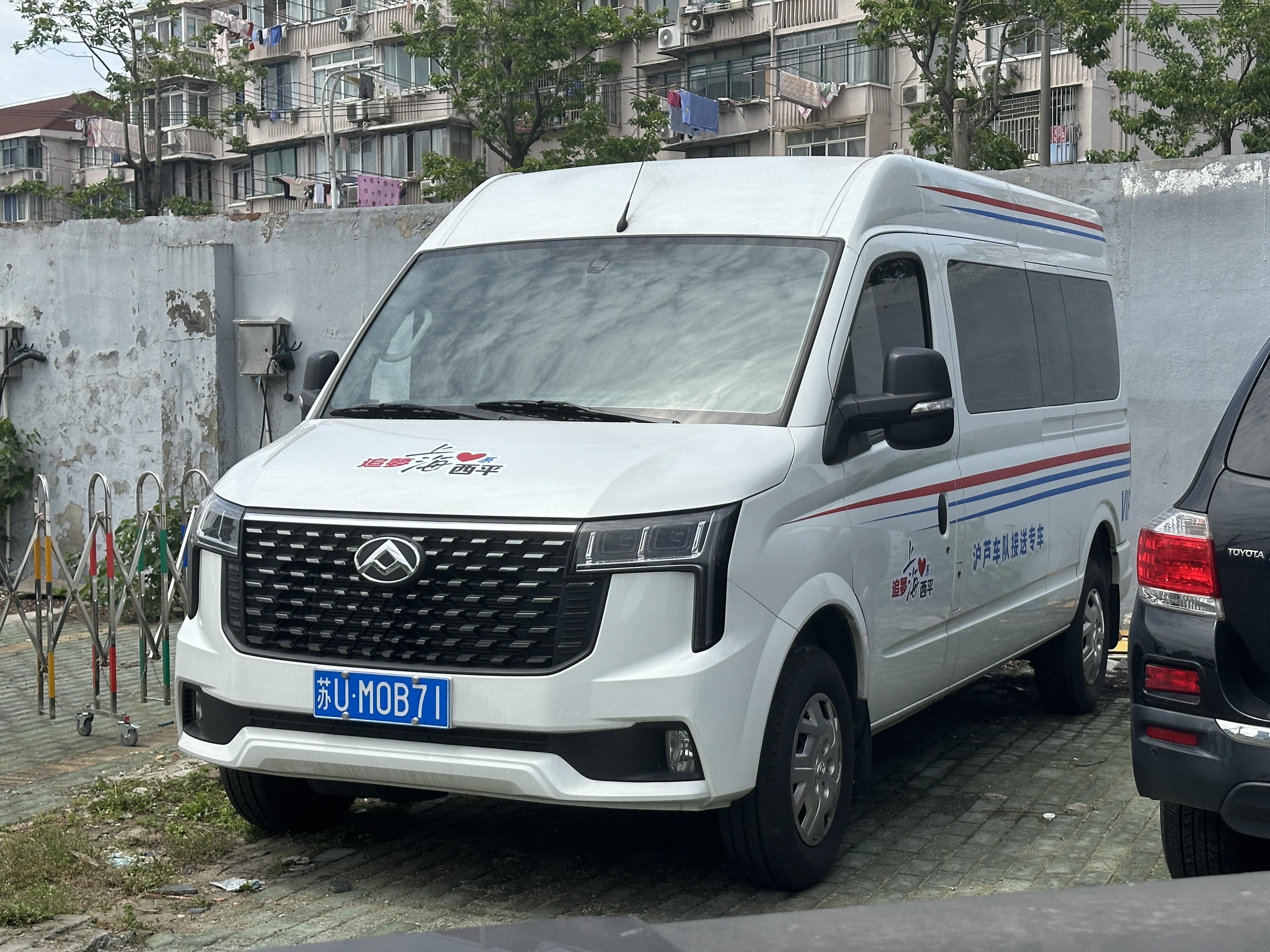
Maxus Xintu V80

## Двигуни
- 2.5 л I4 VM R425 DOHC diesel 95-136 к.с.